# Нова-Ласерда
Нова-Ласерда (порт. Nova Lacerda) — муниципалитет в Бразилии, входит в штат Мату-Гросу. Составная часть мезорегиона Юго-запад штата Мату-Гроссу. Входит в экономико-статистический микрорегион Алту-Гуапоре. Население составляет 4789 человек на 2007 год. Занимает площадь 4734 км². Плотность населения — 1,04 чел./км².
Праздник города — 26 декабря.

## Статистика
- Валовой внутренний продукт на 2003 год составляет 40 452 985,00 реалов (данные: Бразильский институт географии и статистики).
- Валовой внутренний продукт на душу населения на 2003 год составляет 9094,65 реала (данные: Бразильский институт географии и статистики).
- Индекс развития человеческого потенциала на 2000 год составляет 0,719 (данные: Программа развития ООН).

## География
Климат местности: тропический.